# Едуард Гивънс
Едуард Глен Гивънс (на английски: Edward Galen 'Ed' Givens Jr.) e тест пилот от ВВС на САЩ и астронавт от НАСА. Роден на 5 януари 1930 г. в Куана, Тексас. Загинал при автомобилна катастрофа близо до Хюстън, Тексас на 6 юни 1967 г., на възраст 37 г.

## Биография

### Образование
Завършва Военноморската академия със специалност боен пилот през 1952 г. През 1958 г. завършва като първенец Школата за експериментални тест пилоти на ВВС в авиобазата Едуардс, Калифорния.

### Военна кариера
През 1952 г. става боен пилот в USAF. През 1954 г. Ед Гивънс е повишен и става командир на 35-а бойна ескадрила на ВВС на САЩ, базирана в Япония. От ноември 1961 до септември 1962 г. е заместник командир на Школата за тест пилоти. През 1963 г. е началник на научния и изпитателен център на ВВС. В кариерата си има 3500 полетни часа, от тях – 2800 на реактивни самолети.

### Служба в НАСА
Гивънс е избран от НАСА на 4 април 1966 г., Астронавтска група №5. Завършва общия курс за подготовка на астронавти по програмата Аполо. Получава първото си назначение като CAPCOM офицер в поддържащия екипаж на Аполо 7. Загива при автомобилна катастрофа на 6 юни 1967 г. на път за космическия център „Линдън Джонсън“, близо до Хюстън, Тексас. Оставя вдовица и три деца.